# 澤列尼蓋 (多林斯卡區)
48°13′33″N 32°50′4″E / 48.22583°N 32.83444°E
澤列尼蓋（烏克蘭語：Зелений Гай），是烏克蘭中部的村莊，隸屬基洛夫格勒州的克羅皮夫尼茨基區。該村始建於1894年，面積0.98平方公里，海拔高度122米，2001年人口150，人口密度每平方公里153.2人。